# Petro Schelest

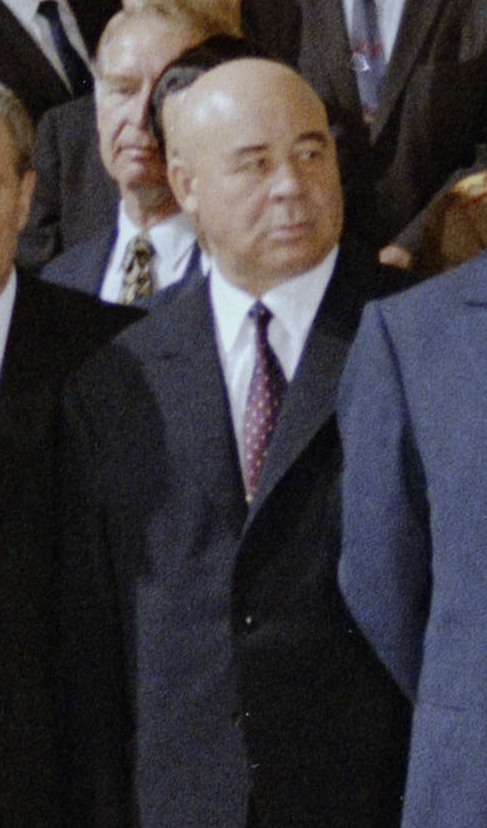
Petro Shelest (1972)

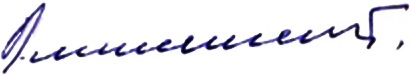
Signatur

Petro Schelest (ukrainisch Петро Шелест, Petro Šelest; russisch Пётр Ефимович Шелест, Pjotr Jefimowitsch Schelest; * 1. Februarjul. / 14. Februar 1908greg. in Andrejewka, Kreis Smijew, Gouvernement Charkow, Russisches Kaiserreich, heute Oblast Charkiw, Ukraine; † 22. Januar 1996 bei Moskau) war ein sowjetischer und ukrainischer Politiker.

## Leben
Schelest wurde in einer Bauernfamilie geboren und arbeitete in frühen Lebensjahren in verschiedenen Bereichen. So trug er als 13-Jähriger Briefe aus, kurz darauf arbeitete er u. a. als Maschinistenhelfer auf einer Dampflok und später als Schlosser bei der Instandsetzung von Lokomotiven.
Er studierte am Metallurgischen Institut von Mariupol und war anschließend als Chefingenieur, Fabrikdirektor und in anderen verantwortlichen Partei- und Wirtschaftsämtern in Charkow, Tscheljabinsk, Moskau, Saratow, Leningrad und Kiew tätig. Im Jahre 1923 trat er dem kommunistischen Jugendverband Komsomol bei, vier Jahre später wurde er als Schüler der Parteischule der Stadt Isjum angenommen. Er wurde 1928 Mitglied der Kommunistischen Partei der Sowjetunion (KPdSU). Sein Aufstieg als Funktionär führte über folgende Stationen: 1954 bis 1957 Zweiter Gorkomsekretär bzw. Zweiter Obkomsekretär von Kiew, dann von 1957 bis 1962 Erster Obkomsekretär von Kiew.

## Politisches Klima in der Ukraine zu Beginn der 1960er Jahre
Während der Tauwetter-Periode kamen in der Ukraine national orientierte Strömungen auf, die sich auf eng begrenzte Kreise von Intellektuellen beschränkten. Sie verlangten die Rehabilitierung von Opfern der stalinistischen Repressionen und widersetzten sich der Moskauer Politik von zblizhenie i slijanie (сближение и слияние – Annäherung und Verschmelzung) der sowjetischen Nationen. Daher traten sie für die Stärkung der gesellschaftlichen Stellung der ukrainischen Sprache ein. Ab ca. 1962 wurde dieser Themenkanon auch um sozio-politische Themen erweitert.

## Aufstieg zum Parteichef der Ukraine
Der Aufstieg Schelests in die Machtzentren der Partei wurde durch Chruschtschow gefördert: 1962 bis 1963 war er Sekretär und von 1963 bis 1972 Erster Sekretär der ukrainischen KP als Nachfolger von Nikolai Podgorny. Als Chef der KP einer der drei großen Sowjetrepubliken war er zunächst von 1963 bis 1964 Kandidat des Präsidiums und schließlich vom 16. November 1964 bis zum 27. April 1973 Vollmitglied im höchsten politischen Gremium der UdSSR, dem Politbüro (von 1952 bis 1966 Präsidium genannt) der Kommunistischen Partei der Sowjetunion (KPdSU). Er unterstützte den antistalinistischen Kurs von Chruschtschow. Seinen Aufstieg in das Politbüro hat er dem Sturz von Chruschtschow im Jahr 1964 zu verdanken.

## Politiker

### Ukrainischer Autonomismus
Petro Schelest vereinte scheinbar widersprüchliche Positionen in sich. Als Parteichef der Kommunistischen Partei der Ukraine (KPU) führte Schelest die autonomistische Politik seines Vorgängers Alexei Kiritschenko fort. Er förderte die Ukrainisierung, besonders in den Bereichen von Bildung und Kultur. So forderte er beispielsweise Schriftsteller auf, auf Ukrainisch zu schreiben, kündigte Lehrbücher auf Ukrainisch an und trat für die Wiederbelebung ukrainischer Geschichtsstudien ein. In seinem Buch Ukraïno naša radjanska (deutsch: Oh unsere sowjetische Ukraine) bewertete er 1970 die Ukrainisierungspolitik der 1920er Jahre positiv und versprach, daran anzuknüpfen.
In der Praxis wirkte sich Schelest kulturelle Ukrainisierung u. a. durch die Herausgabe einer Reihe von Publikationen aus, die unter anderen Umständen undenkbar gewesen wären. So erschienen während seiner Amtszeit u. a. ein Wörterbuch der ukrainischen Sprache, die vielbändige Geschichte der Städte und Dörfer der Ukraine (ukrainisch:Історія міст и сіл України; Istorija mist i sil Ukraïny) sowie das Ukrainische Historische Journal (ukrainisch: Український Історичний Журнал; Ukraïnskyj Istorytčnyj Žurnal).
Schelest, der sich selbst kosakischer Wurzeln rühmte, setzte sich massiv für die Errichtung eines großen Kosakenmemorials auf der Insel Chortyzja ein und förderte die Erforschung kosakischer Geschichte.

### Ukraïno nascha radjanska
Schelests wichtigstes Buch, Ukraïno naša radjans'ka, wurde offenbar nicht (ausschließlich) von ihm selbst verfasst, zu unterschiedlich sind die Stile, in denen die einzelnen Kapiteln geschrieben sind.
Das Buch, dessen Auflage von 100.000 Exemplaren schnell vergriffen war, enthält zunächst Elemente eines historisch-politischen Essays, beurteilt zudem den gegenwärtigen Zustand der ukrainischen Wirtschaft und Kultur und bietet oberflächliche Allgemeinheiten eines Touristenhandbuches.
Das Buch widersprach der offiziellen Interpretation der ukrainischen Geschichte, wie sie 1954 in den Thesen des ZK der KPdSU zum 300. Jahrestag der Wiedervereinigung der Ukraine mit Rußland 1654-1954 niedergelegt worden waren, in vielen Punkten, zum Teil eher subtil, indem es beispielsweise „kritische“ Themen nicht im „erforderlichen“ Tonfall behandelt. So wird die Kosakenrada von Perejaslaw 1654 trocken und ohne Begeisterung als zentrales Ereignis der Geschichte der Ukraine dargestellt, die Rolle der Zaporoger Sitsch wird hingegen mitreißend und ausführlich beschrieben. Während die offizielle Sicht den Chmelnyzkyj-Aufstand von 1648–1654 als Bauernkrieg deutete, stellte Schelest die Kosaken in den Vordergrund – den Klassenkampf unter den Kosaken lässt er völlig verschwinden.
Besonders auffällig ist die außerordentliche Betonung und der Stolz auf die Leistungen des ukrainischen Volkes, des sozio-ökonomischen Wachstums und der Entwicklung der Ukrainischen SSR sowie unterentwickelter Gebiete zu hochentwickeltem Agrar- und Industrieland.
Dies muss im Kontext eines gewissen regionalen Egoismus gesehen werden, der entgegen dem sowjetischen Solidarprinzip weniger in den Unionsfond einbringen und einen größeren Anteil der ukrainischen Wirtschaftsergebnisse in der Ukraine behalten wollte. Dies musste zwangsläufig zu Konflikten führen.
Berkhoff geht so weit, das Buch als „patriotic book, which included extensive praise of the Cossacks“ zu bezeichnen.
Im April 1973 erschien eine Rezension in der Zeitschrift Komunist Ukraïny, in der Schelest scharf wegen diverser „ideologischer Fehler“ angegriffen wurde. Ihm wurden Nationalismus und die Idealisierung des Zaporoger Kosakentums vorgeworfen.

## Konflikt und Sturz
Bei all dem blieb Schelest doch auch Sowjetpatriot und außenpolitischer Hardliner. Während er den nationalen Dissidenten in der Ukraine außergewöhnlich große Spielräume ließ, gehörte er zu den treibenden Kräften der Intervention in der Tschechoslowakei 1968 (Prager Frühling) und wandte er sich gegen die beginnende Entspannungspolitik sowie gegen den 1972 anstehenden Besuch des US-Präsidenten Richard Nixon.
Die Konflikte um Schelests Autonomismus und seine außenpolitische harte Linie führten schließlich zur überraschenden Absetzung als Parteichef der Ukraine im Mai 1972. In der Forschung gibt es Uneinigkeit über die Gewichtung dieser Faktoren.
Es folgte deshalb Schelests Sturz als KP-Chef der Ukraine im Jahr 1972. Die Absetzung wurde ihm auf einer Sitzung in Moskau am 19. Mai 1972 mitgeteilt. Sein Nachfolger als KP-Chef der Ukraine wurde Wolodymyr Schtscherbyzkyj, dessen Amtsantritt eine Eiszeit einleitete, die bis 1989 dauern sollte und durch „unnachsichtige Verfolgung der schwachen Ansätze einer Dissidentenbewegung, Zurückdrängung des kulturell-sprachlichen Ukrainertums, Abwehr aller Reformen“ charakterisiert wurde. Viele der Parteigänger Schelests verloren ihre Posten in Staat und Partei und auch im Bereich der Wissenschaft zeitigte die Herrschaft Schtscherbyzkyjs einschneidende Folgen, u. a. wurde jede Beschäftigung mit der Kosakenthematik auf Jahre hinaus unterbunden. Den Sitz im Politbüro ließ man ihm noch bis zum 27. April 1973.
Schelest wurde nicht gestattet, in die Ukraine zurückzukehren, er blieb in Moskau quasi im Exil. Von 1974 bis 1985 arbeitete er als Leiter eines Entwicklungsbüros in der Luftfahrtindustrie. Nach seinem Tode wurde er am 13. Juni 1996 auf den Baikowe-Friedhof in Kiew umgebettet.

## Schriften
- Ukraïno naša radjans'ka. Kiew 1970. (ukr.: Україно наша радянська.)
- Idei Lenina peremahajut'. Kiew 1971. (ukr.: Ідеі Леніна перемагають)
- ... Da ne sudimy budete. Dnevnikovye zapisi, vospominanija člena Politbjuro CK KPSS. Moskau 1995. ISBN 5-85610-006-9 (russ.: ...Да не судимы будете. Дневниковые записи, воспоминания члена Политбюро ЦК КПСС.)
- Die historische Mission der Jugend. Berlin 1970.